# James Kelsey McConica
James Kelsey McConica CSB (* 24. April 1930 in Luseland, Saskatchewan; † 20. Dezember 2023 in Toronto, Ontario) war ein kanadischer römisch-katholischer Ordensgeistlicher, Historiker und Mediävist.

## Leben
James Kelsey McConica, eines von vier Geschwistern, erwarb einen Bachelor- und einen Master-Abschluss in moderner Geschichte an der University of Oxford, verbrachte ein Jahr als Universitätsstipendiat an der Princeton University und lehrte als Instructor in History und dann als Assistant Professor von 1956 bis 1962 an der University of Saskatchewan. Von 1958 bis 1960 wurde er für eine Doktorarbeit in Oxford beurlaubt, wo er 1960 den Doktortitel und 1963 den D.Phil. erwarb. Anschließend schrieb er sich am Päpstlichen Institut für mittelalterliche Studien (Pontifical Institute of Mediaeval Studies) der University of Toronto ein und erwarb 1964 einen Master in mittelalterlicher Philosophie. 1964 trat er der Kongregation der Basiliuspriester bei und empfing am 14. Dezember 1968 in der Kapelle des St. Thomas More College in Saskatoon in der kanadischen Provinz Saskatchewan die Priesterweihe. 1968 erwarb er einen Bachelor of Sacred Theology (STB) von der University of St. Michael's College der Basilianer und 1986 einen Doctor of Laws (LLD) von der University of Saskatchewan.
James Kelsey McConica war von 1967 bis 1991 Junior Fellow (außerordentlicher Professor) und dann Senior Fellow (ordentlicher Professor) sowie Präsident des Päpstlichen Instituts für Mediävistik in Toronto (Pontifical Institute of Mediaeval Studies Toronto) (1973–1976, ab 1996) und Präsident und Vizekanzler der ordenseigenen Hochschule University of St. Michael's College in Toronto (1984–1990). Er war außerdem Emeritus Fellow des All Souls College und damit der erste römisch-katholische Priester, der seit der englischen Reformation Fellow dieser angesehenen Institution war.
Seine Forschungsinteressen waren Erasmus, die Geistesgeschichte und die historische Theologie.
Pater James Kelsey McConica starb am 20. Dezember 2023 im Alter von 93 Jahren im Michael-Garron-Krankenhaus in Toronto.

## Ehrungen und Auszeichnungen
- Fellow der Royal Historical Society (1964)
- Fellows, Academy II der Royal Society of Canada (1987)
- Foreign Member der Royal Belgian Academy (1988)
- Ehrendoktorat zum Doctor of Letters (D.LIT) der University of Windsor (1989)
- Offizier des Order of Canada (2001)

## Schriften (Auswahl)
- English humanists and reformation politics under Henry VIII and Edward VI. Oxford 1965, OCLC 971209966
- The Correspondence of Erasmus 1515–1517, vols. III and IV of Collected Works of Erasmus, 1976/77
- Thomas More: A Short Biography, 1977
- The History of the University of Oxford: The Collegiate University, vol. 3, 1986
- Erasmus. Oxford 1991, ISBN 0-19-287599-X